# Cylindrocaulus bucerus
Cylindrocaulus bucerus is een keversoort uit de familie Passalidae. De wetenschappelijke naam van de soort is voor het eerst geldig gepubliceerd in 1880 door Fairmaire.